# Operator numeru alarmowego
Operator numeru alarmowego (ang. 911 Operator) – komputerowa gra symulacyjna wyprodukowana przez polskie studio Jutsu Games. Jej premiera odbyła się 24 lutego 2017 roku.
Gra wygrała konkurs niezależnych gier komputerowych Indie Showcase, który odbył się w trakcie wydarzenia Digital Dragons 2016.

## Rozgrywka
Operator numeru alarmowego to komputerowa gra symulacyjna, w której gracz wciela się w pracownika służb ratunkowych obsługującego linię telefoniczną. Jego zadaniem jest odbieranie połączeń od ludzi i prowadzenie z nimi rozmów w trakcie, których często należy udzielić jakichś informacji spanikowanym lub rannym ludziom. Następnie gracz decyduje, czy w związku z zaistniałym zdarzeniem należy wysłać służby ratunkowe lub mundurowe oraz w jakiej ilości i jakiego typu.
Gracz może toczyć rozgrywkę w każdej lokacji, która dostępna jest na mapach z bazy OpenStreetMap. Lokalizacje placówek medycznych, straży pożarnej i policji są zgodne z faktycznym ich rozmieszczeniem na świecie.

## Odbiór
Gra spotkała się z mieszanymi reakcjami krytyków, uzyskując w agregatorze Metacritic średnią z ocen wynoszącą 68/100 punktów oraz 71.25% wg serwisu GameRankings.